# Carbonat de amoniu
Carbonatul de amoniu este un compus organic cu formula chimică (NH4)2CO3.

## Obținere
Carbonatul de amoniu se obține în urma reacției dintre dioxidul de carbon și soluție apoasă de amoniac:
{\displaystyle {\ce {2NH3 + H2O + CO2 -> (NH4)2CO3}}}
O altă metodă implică reacția dintre carbonatul de calciu și sulfat de amoniu:
{\displaystyle {\ce {(NH4)2SO4 + CaCO3 -> (NH4)2CO3 + CaSO4}}}

## Proprietăți
Carbonatul de amoniu se descompune în condiții standard de temperatură și presiune. În urma descompunerii se obține un amestec format din mai mulți produși secundari.
Descompunerea spontană a carbonatului de amoniu duce la bicarbonat de amoniu și amoniac:
{\displaystyle {\ce {(NH4)2CO3 -> NH4HCO3 + NH3}}}
În continuare, bicarbonatul se descompune la dioxid de carbon, apă și o altă moleculă de amoniac:
{\displaystyle {\ce {NH4HCO3 -> H2O + CO2 + NH3}}}